# Museo Arqueológico Nacional de Florencia
El Museo Arqueológico Nacional de Florencia (del italiano: Museo archeologico nazionale di Firenze) es un museo arqueológico ubicado en la ciudad italiana de Florencia. Se encuentra ubicado en el Palazzo della Crocetta, en la esquina de la plaza Santissima Annunziata con Via della Colonna. Este palacio fue erigido en el año 1620 por Giulio Parigi, para la princesa María Magdalena de Medici, hija de Fernando I de Médici.

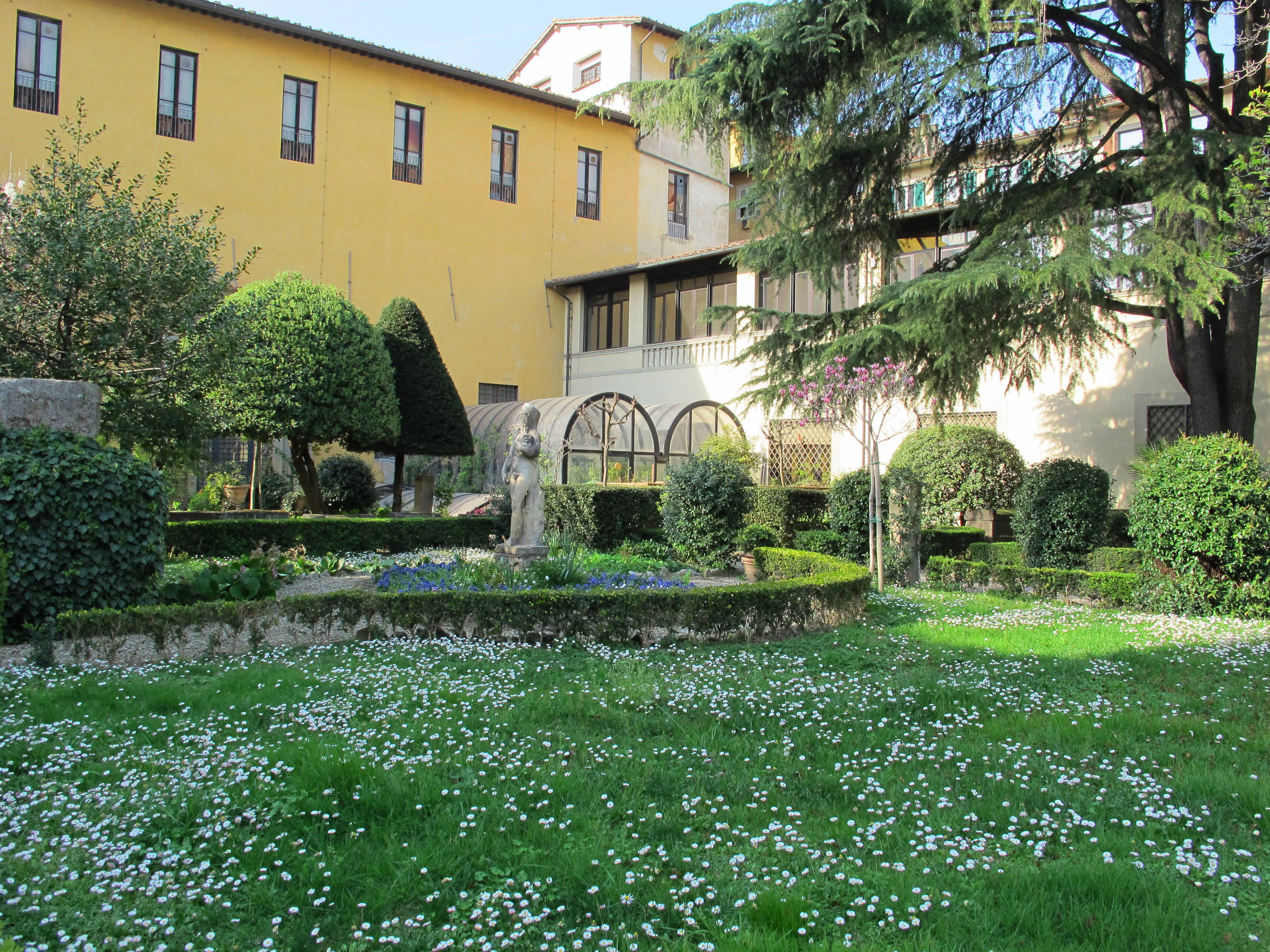
Jardín interior del palacio

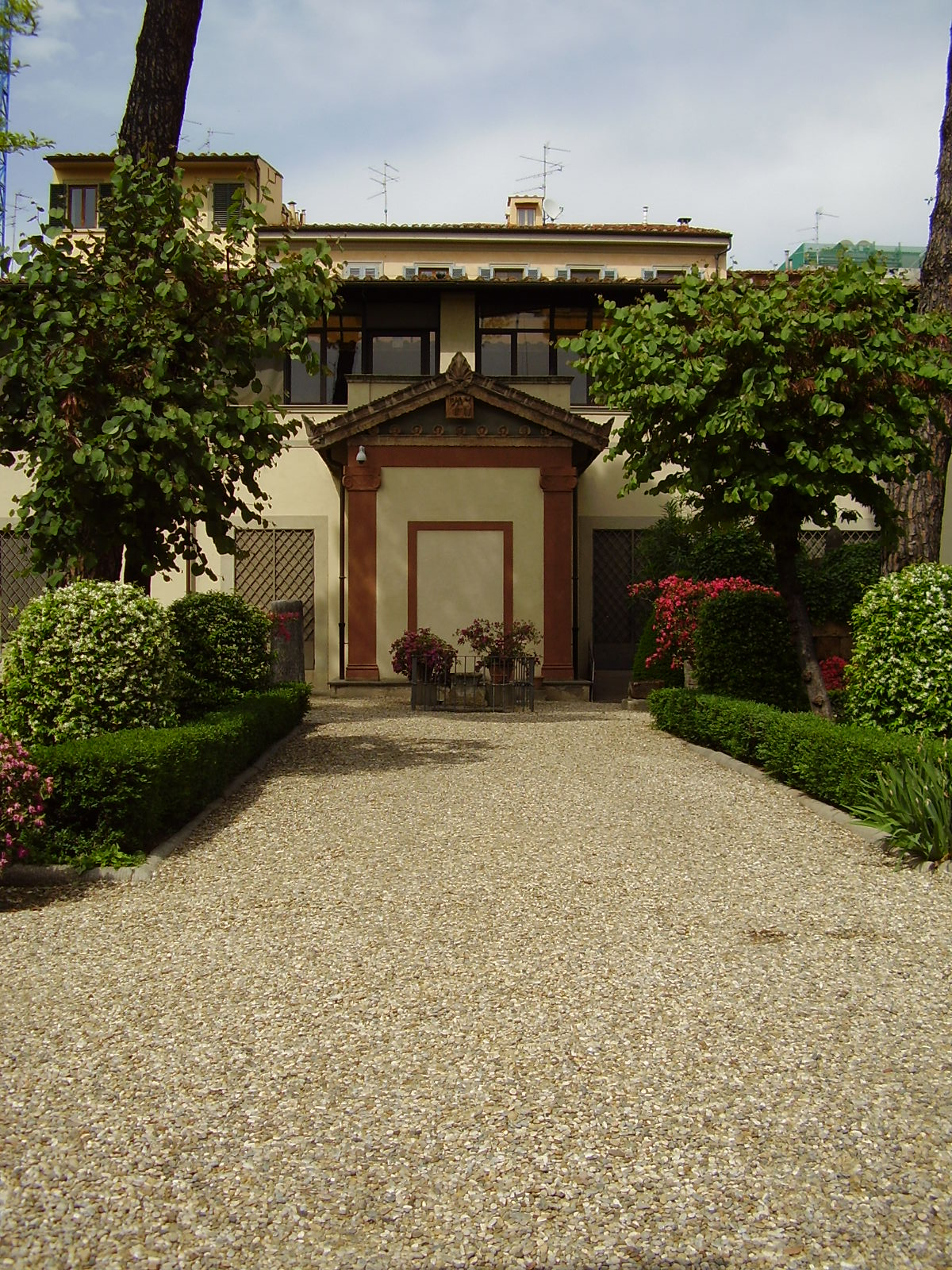
Pabellón etrusco en el Museo Arqueológico Nacional.

## Historia
El museo se inauguró en presencia del rey Víctor Emmanuel II en 1870 en los edificios del Cenacolo di Fuligno en la via Faenza. En aquella época solo abarcaba hallazgos etruscos y romanos. Conforme crecieron las colecciones, se hizo necesario encontrarle un nuevo lugar, y en el año 1880 el museo pasó a su ubicación actual.
La primera base de la colección fueron las colecciones familiares de los Médici y Lorena, con varias transferencias desde los Uffizi hasta 1890 (excepto las colecciones de esculturas de mármol que ya poseían los Uffizi). La sección egipcia se formó en la primera mitad del siglo XVIII con parte de las colecciones de Pedro Leopoldo de Toscana, otra parte proviene de una expedición promovida por el mismo Gran Duque en 1828-29 y dirigida por Ippolito Rosellini y Champollion (el hombre que descifró los jeroglíficos por vez primera). Ya en el siglo XX, se añadió un nuevo museo topográfico sobre los etruscos, pero resultó destruido con las inundaciones de 1966.

## Colecciones etruscas

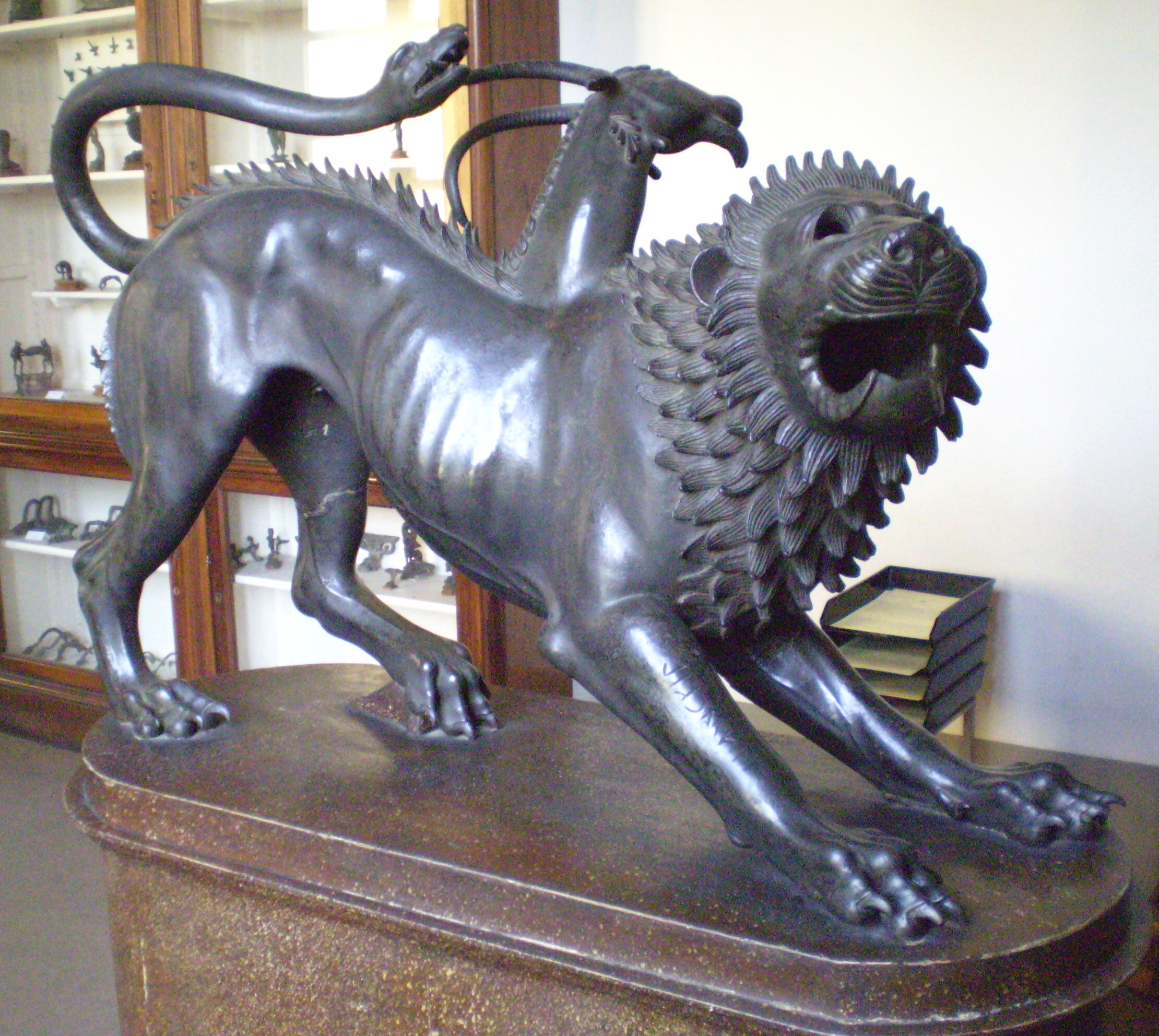
La famosa Quimera de Arezzo, siglo IV a. C.

La organización de las salas etruscas fue reconsiderada y reordenada en el año 2006. También en 2006, se finalizó la restauración de más de dos mil objetos dañados en las inundaciones de 1966.
- La Quimera de Arezzo, descubierta en 1553 en Arezzo durante la construcción de una fortaleza medicea.
- La estatua de El orador o L'Arringatore (siglo I a. C.)
- La estatua funeraria Mater Matuta (460-450 a. C.)
- El sarcófago de Laerthia Seianti (siglo II a. C.)
- La gran ánfora de Baratti (siglo IV a. C.)
- El sarcófago de las amazonas (siglo IV a. C.)

## Colecciones romanas
- El «idolino de Pésaro», una estatua de broce de 146 centímetros de alto de un joven, copia romana según un original griego, encontrado en fragmentos en el centro de Pesaro en octubre de 1530.
- El «torso de Livorno», copia de un original griego del siglo V a. C.
- Estatua de un gallo, llamado «Gallo Treboniano», obra de finales del siglo III.
- La Minerva de Arezzo, una copia romana en bronce de un modelo original del siglo IV a. C. atribuido a Praxíteles.

## Colecciones griegas

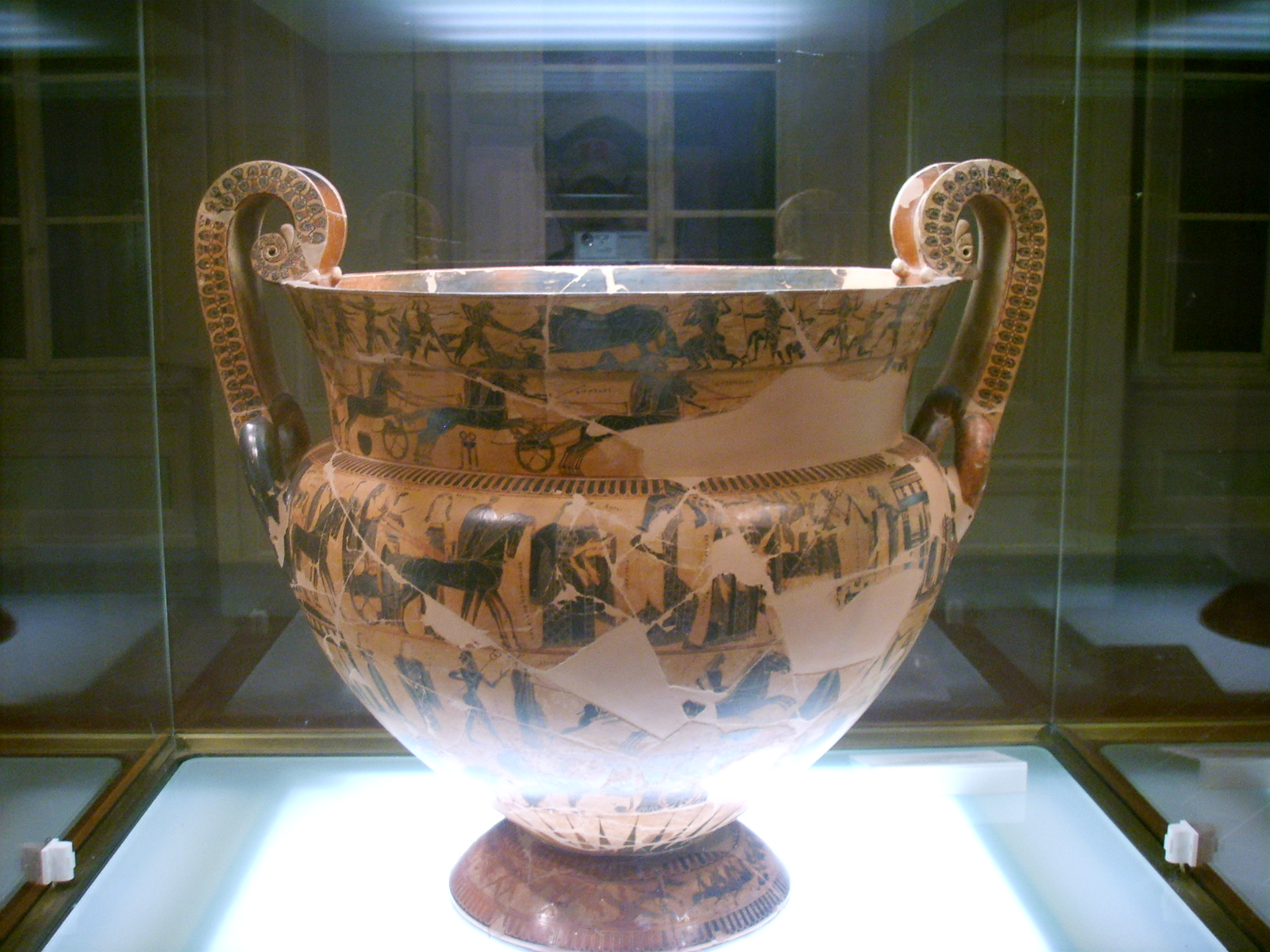
El «vaso Francois».

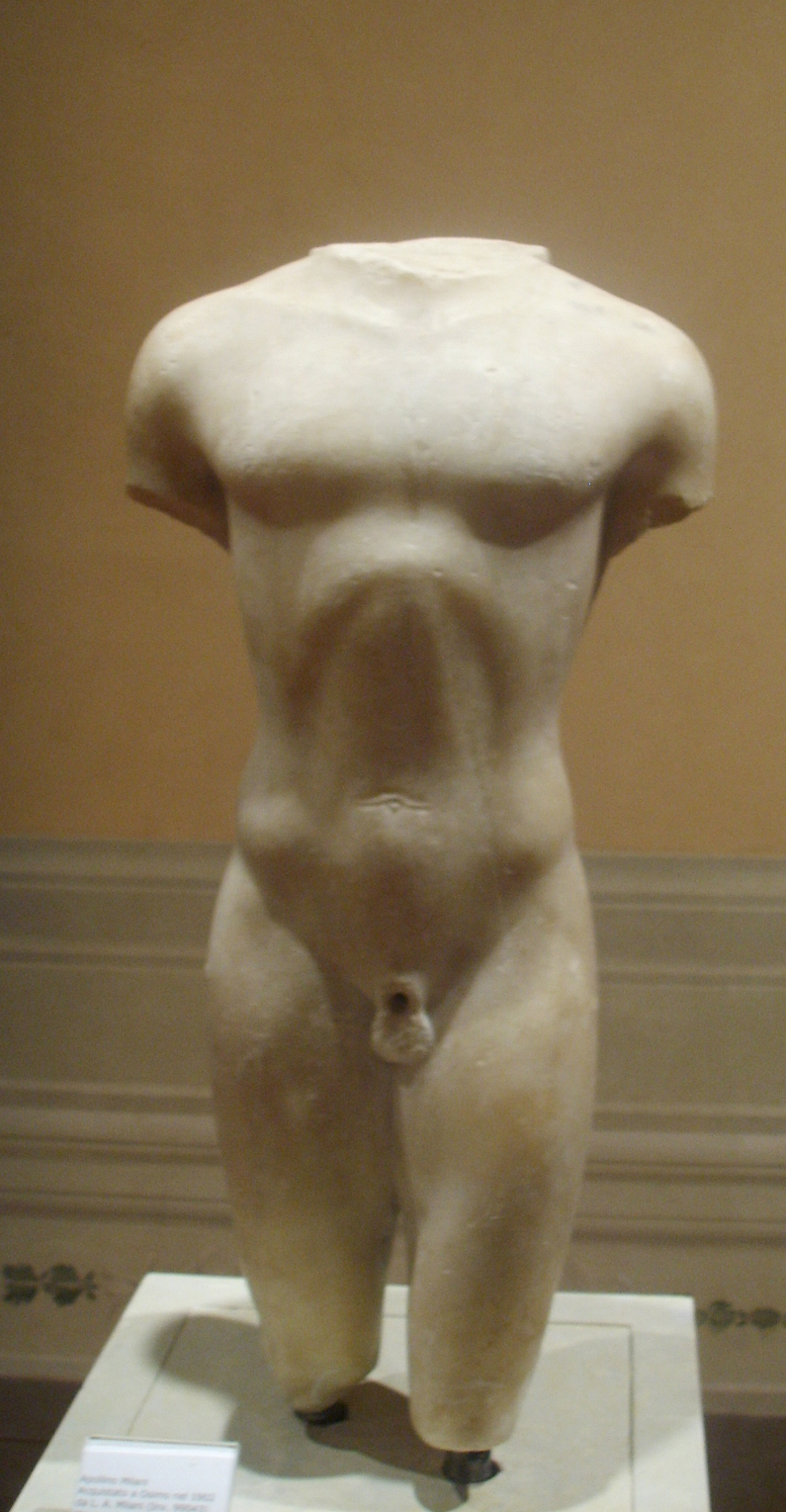
El «Apollino Milani».

La amplia colección de cerámicas antiguas se muestra en una gran sala con numerosas vitrinas en la segunda planta. En general, los jarros proceden de tumbas etruscas y evidencian el intercambio cultural y mercantil con Grecia, y en particular con Atenas, donde se hicieron la mayor parte de los vasos, y datan del periodo entre el siglo IV a. C. y la actualidad. 
El más importante de los jarrones es una gran crátera de figuras negras datado hacia 570 a. C., firmado por el ceramista Ergótimos y el pintor Clitias. Se le llama el «vaso François» por el arqueólogo que lo encontró en 1844 en una tumba etrusca en fonte Rotella, en la carretera de Chiusi, y muestra una serie de narraciones mitológicas griegas en ambos lados. Otros objetos destacados son:
- la hidria de figuras rojas firmada por el pintor Midias (550-540 a. C.)
- las copas de los Pequeños Maestros (560-540 a. C.), que reciben su nombre del estilo miniaturista de sus figuras
- las esculturas de Apolo y Apollino Milani (siglo VI a. C., que recibe su nombre del hombre que las donó al museo)
- el torso de un atleta (siglo V a. C.)
- la gran cabeza de caballo helenística (conocida como la cabeza Medici Riccardi por el primer lugar en el que se expuso, el Palacio Médici Riccardi, fragmento de una estatua ecuestre, que inspiró a Donatello y Verrocchio en dos famosos monumentos ecuestres en Padua y Venecia.
- dos kuroí en mármol arcaicos, mostrados en un corredor.

## Museo egipcio

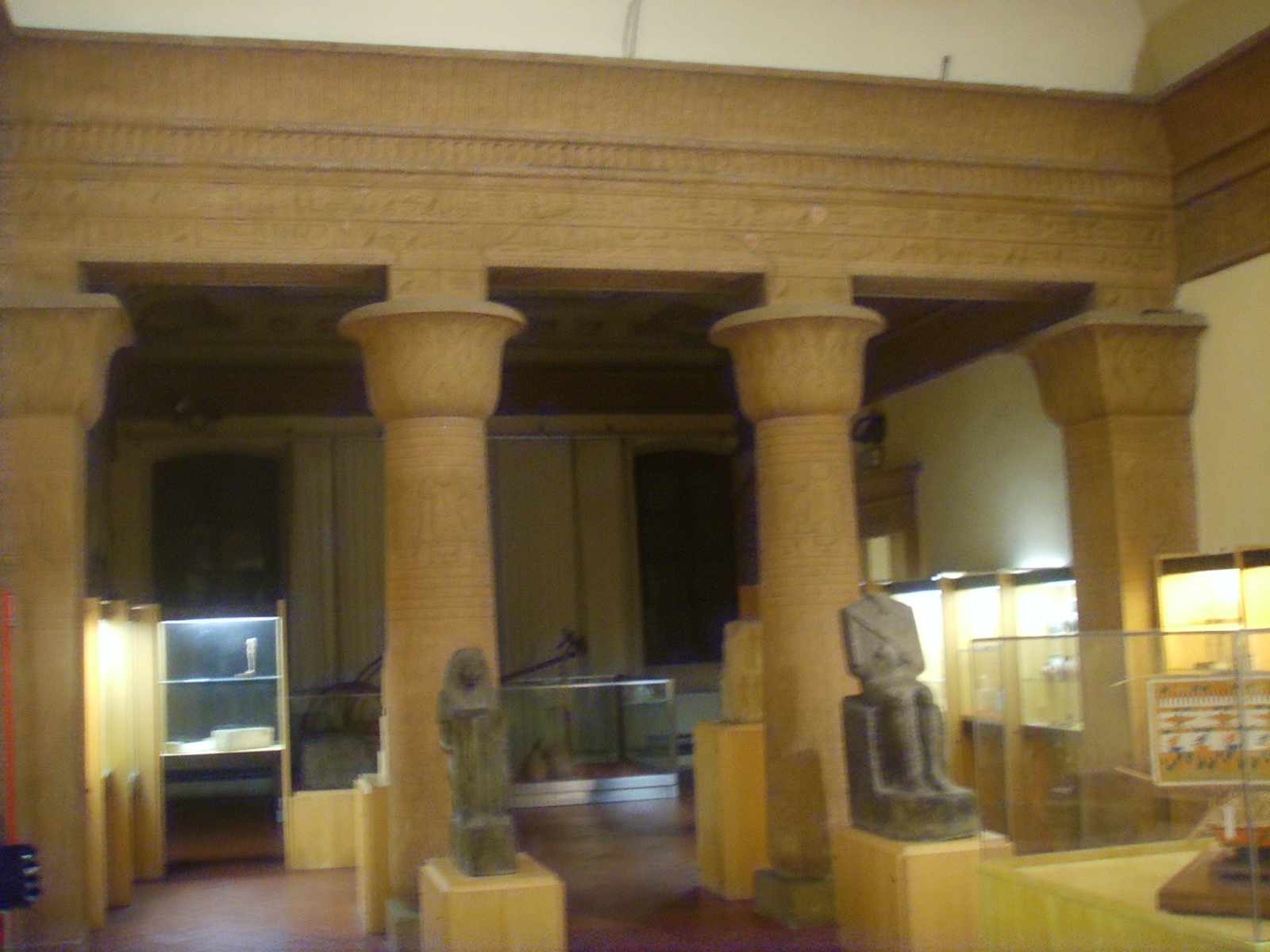
Sala del Museo arqueológico de Florencia, Museo Egipcio.

La sección egipcia de la colección se conoce como el Museo Egipcio, y es la segunda colección en tamaño de restos egipcios en Italia, después del Museo Egizio de Turín. 

### Fundación
La primera colección florentina de antigüedades egipcias fue la de la colección Médici, que data del siglo XVIII. En el siglo XIX, Leopoldo II de Toscana, comenzó a adquirir objetos que actualmente se encuentran en el Museo Egipcio. Junto con Carlos X de Francia, financió una expedición científica a Egipto en 1828-29. La expedición fue dirigida por Jean-François Champollion, quien descifró la escritura jeroglífica. Ippolito Rosellini, amigo y estudiante de Champollion, representó los intereses italianos durante la expedición. Con el tiempo se convirtió en el padre de la Egiptología italiana. Se recogieron muchos objetos durante la expedición, tanto en excavaciones arqueológicas, como mediante compras a comerciantes locales. A su regreso, fueron distribuidas igualitariamente entre el Louvre de París y el nuevo Museo Egipcio en Florencia.

### Desarrollo
El museo se inauguró oficialmente en 1855. El primer director fue Ernesto Schiaparelli, del Piamonte. Más tarde se convirtió en director del museo de Turín, de mayor tamaño. Para el año 1880 había catalogado la colección y organizado el transporte de las antigüedades al Museo Arqueológico florentino. Con Schiaparelli, la colección se expandió con posteriores excavaciones y compras realizados en Egipto. Muchos de los objetos fueron, sin embargo, transferidos posteriormente a Turín. 
La colección florentina siguió creciendo con donaciones de individuos particulares e instituciones científicas. En particular, el Instituto Papirológico de Florencia proporcionó objetos de sus expediciones a Egipto entre 1934 y 1939. Proporcionan actualmente una de las más abundantes colecciones de arte y documentos copto del mundo.

### El Museo Egipcio en la actualidad
El museo tiene un personal permanente incluyendo dos egiptólogos profesionales. Alberga más de 14 000 objetos, distribuidos en nueve galerías y dos alamacenes. Los objetos expuestos en las galerías han sido sólidamente restaurados. El antiguo sistema de clasificación desarrollado por Schiaparelli está siendo reemplazado por otro sistema nuevo, cronológico y parcialmente topográfico.

La colección comprende material que se extiende desde la era prehistórica hasta la época copta. Hay destacadas colecciones de estelas, momias, ushabti, amuletos y estatuillas de bronce de varias épocas. Hay estatuas del reinado de Amenhotep III, un carro de la XVIII dinastía, un pilar de la tumba de Seti I, un papiro del Nuevo Testamento (P2) y muchos otros destacados objetos de varios periodos.

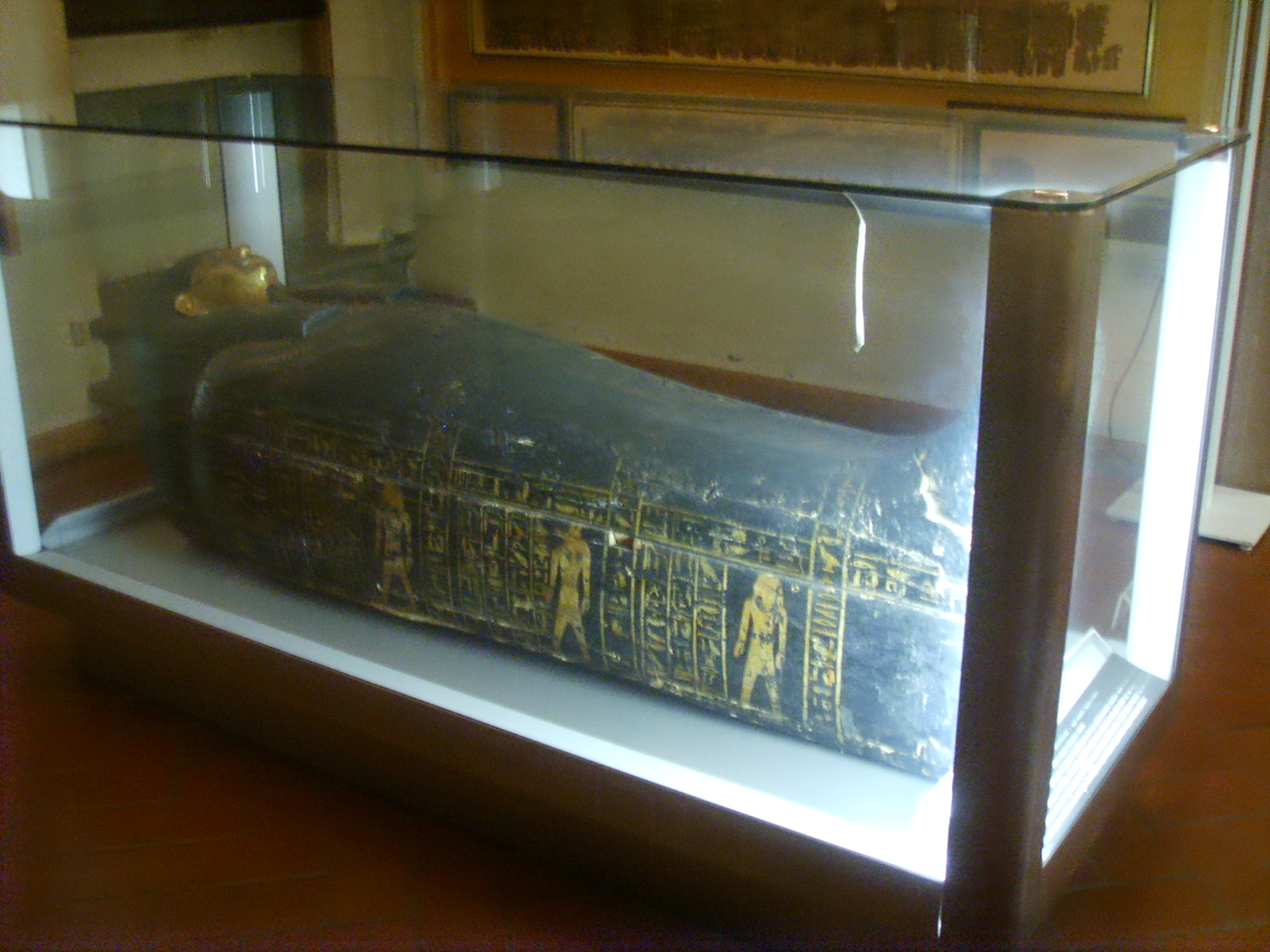
Sarcófago real
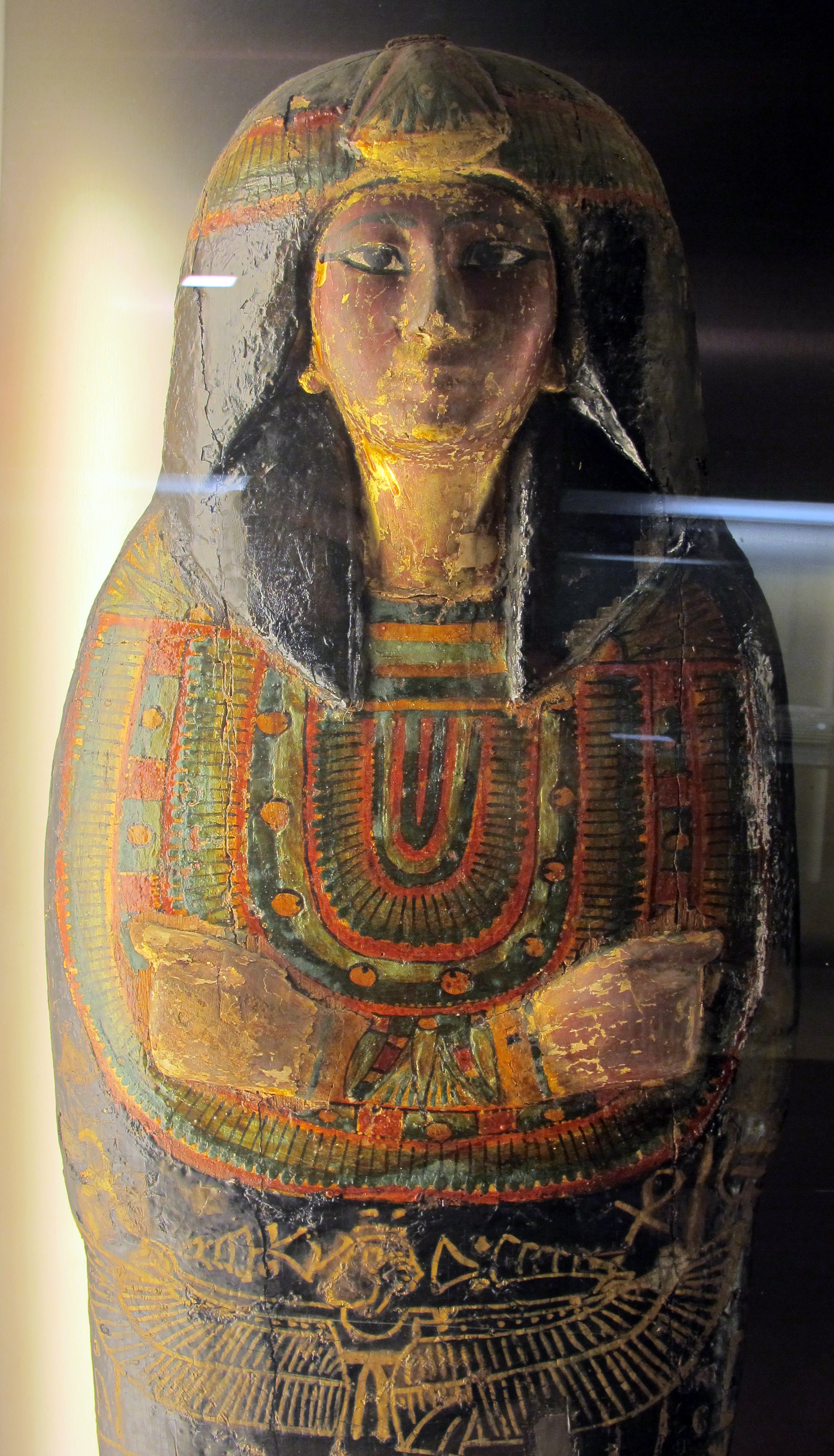
Sarcófago de damas
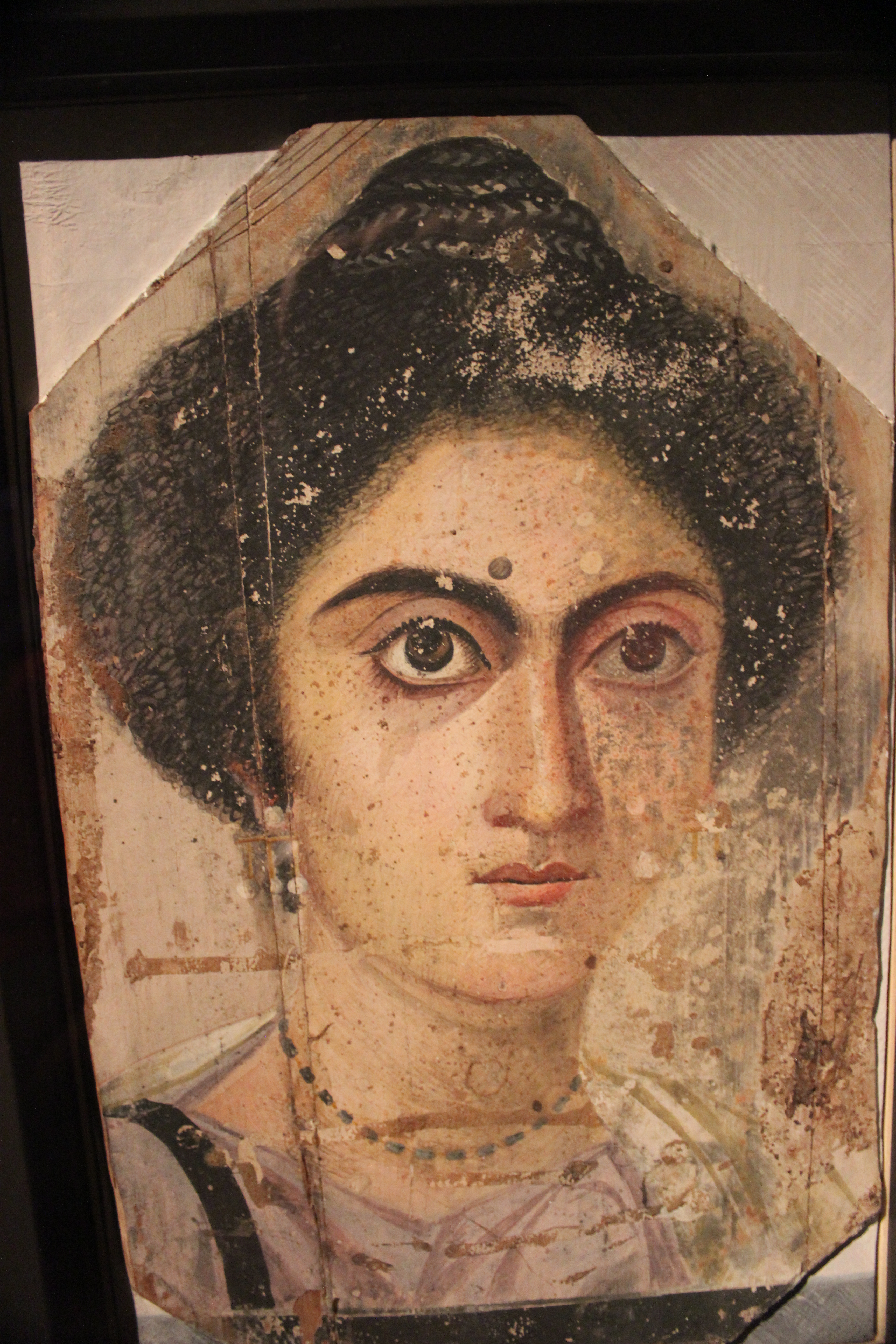
Retrato procedente de El Fayún
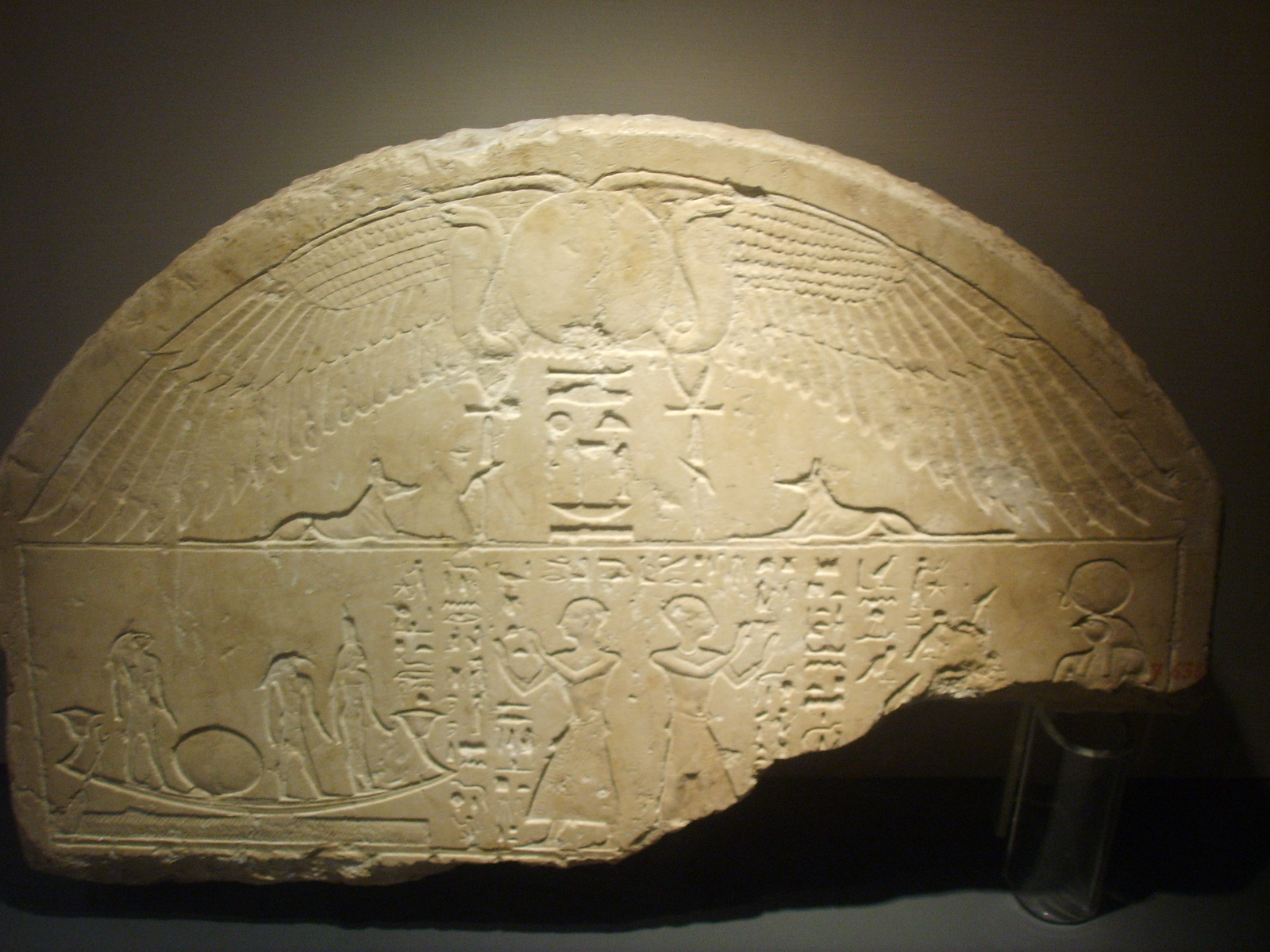
Estela sagrada ptolemaica